# TV Amiens
TV Amiens est une web TV locale diffusée sur son site internet.
La Web-TV ne semble plus en service depuis de nombreuses années.

## Contenu
Le programme de TVAmiens se compose essentiellement de programmes courts et originaux traitant de toute la vie d'Amiens et sa métropole.

## Historique
Le projet TV Amiens est né en 2007 de l’initiative de Brahim El Mouden et du soutien de plusieurs sociétés de production audiovisuelle amiénoises. Ils ont voulu canaliser des forces convergentes reposant sur des intérêts communs et formé le collectif Cité TV visant à créer TV Amiens, chaîne de télévision locale qui donne la parole aux habitants, valorise leurs initiatives, de même que les entreprises ou les associations locales.
TV Amiens est une association loi de 1901, depuis le 13 mars 2009, un statut transitoire en attendant de devenir une société coopérative d'intérêt collectif qui réunirait à la fois des collectivités publiques et des partenaires privés.
Son objectif est de faire une télévision à l'échelle de la métropole et à l'image de tous ses habitants. Dans cette optique, TV Amiens souhaite que tous les acteurs de la vie locale participent et s'impliquent dans leur chaîne de télévision locale.
En septembre 2011, TV Amiens perd un contrat avec le club amiénois de hockey sur glace "Les Gothiques".
Depuis fin 2011, elle est gérée par l'association Mother Buzz Media (association déclarée le 24/11/2011 en préfecture de la Somme.

## Contributeurs
TV Amiens a vu de nombreuses personnes contribuer à son développement et notamment :
- Martin Berlemont, directeur artistique (2008)
- Thomas Damiens, ingénieur du son (2008)
- Guillaume Willemot, journaliste reporter d'image, monteur et réalisateur (2007-2008)
- Julie Mortet, opératrice de prise de vues (2007-2008)
- Marie-Hélène Mahé, présentatrice, animatrice (2007-2008)
- Alexandra Oury, présentatrice d'émission littéraire et chargée administrative (2008-2010)
- Fabien Waquet, cadreur et monteur vidéo (2008-2012)
- Sébastien Devos, réalisateur (2007-2011)
- Maxime Schneider, Animateur (2009-2010)
- Bruno Albanese, administrateur (2008-2011)
- Kalthoum Dourouri, journaliste (2008-2011)